# Remixes 2: 81–11
Albums de Depeche Mode
Sounds of the Universe
(2009) Delta Machine
(2013)
Singles
1. Personal Jesus 2011
Sortie : 18 avril 2011
2. Behind the Wheel 2011
Sortie : promo pour les  États-Unis

Remixes 2: 81–11 est un album de remixes de Depeche Mode sortie le 6 juin 2011. C'est la deuxième compilation de remixes du groupe, après Remixes 81–04 en 2004. Il couvre toute la carrière du groupe avec des remixes inédits créés pour l'occasion notamment par des anciens membres du groupe, Vince Clarke et Alan Wilder,.
Le site officiel annonce le 23 mars 2011 la sortie en plusieurs formats de l'album, avec des éditions simple et trois disques, mais aussi des téléchargements en ligne et des éditions limitées. L'album est précédé de la sortie du single officiel "Personal Jesus '11", le remix phare de l'album qui a été conçu par les producteurs norvégiens Stargate.

## Liste des chansons

### Édition simple
| No  | Titre                                                           | Auteur                                         | Durée |
| --- | --------------------------------------------------------------- | ---------------------------------------------- | ----- |
| 1.  | Dream On (Bushwacka Tough Guy Mix Edit)                         | Martin L. Gore                                 | 5:21  |
| 2.  | Personal Jesus (The Stargate Mix)                               | Gore                                           | 3:55  |
| 3.  | Suffer Well (M83 Remix)                                         | Dave Gahan, Christian Eigner, Andrew Phillpott | 4:31  |
| 4.  | John the Revelator (UNKLE Reconstruction)                       | Gore                                           | 4:59  |
| 5.  | In Chains (Tigerskin's No Sleep Remix Edit)                     | Gore                                           | 7:12  |
| 6.  | Peace (SixToes Remix)                                           | Gore                                           | 5:12  |
| 7.  | Tora! Tora! Tora! (Karlsson + Winnberg (from Miike Snow) Remix) | Gore                                           | 7:38  |
| 8.  | Never Let Me Down Again (Eric Prydz Remix)                      | Gore                                           | 7:01  |
| 9.  | I Want It All (Roland M. Dill Remix)                            | Gahan, Eigner, Phillpott                       | 6:43  |
| 10. | Wrong (Trentemøller Club Remix)                                 | Gore                                           | 6:53  |
| 11. | Puppets (Röyksopp Remix)                                        | Vince Clarke                                   | 4:40  |
| 12. | Everything Counts (Oliver Huntemann + Stephan Bodzin Dub)       | Gore                                           | 6:53  |
| 13. | A Pain That I'm Used To (Jacques Lu Cont Remix)                 | Gore                                           | 7:51  |

### Édition 3 disques
| 1.  | Dream On (Bushwacka Tough Guy Mix)                        | Gore                     | 6:07 |
| 2.  | Suffer Well (M83 Remix)                                   | Gahan, Eigner, Phillpott | 4:31 |
| 3.  | John the Revelator (UNKLE Reconstruction)                 | Gore                     | 4:59 |
| 4.  | In Chains (Tigerskin's No Sleep Remix)                    | Gore                     | 7:45 |
| 5.  | Peace (SixToes Remix)                                     | Gore                     | 5:13 |
| 6.  | Lilian (Chab Vocal Remix Edit)                            | Gore                     | 6:14 |
| 7.  | Never Let Me Down Again (Digitalism Remix)                | Gore                     | 4:37 |
| 8.  | Corrupt (Efdemin Remix)                                   | Gore                     | 6:29 |
| 9.  | Everything Counts (Oliver Huntemann + Stephan Bodzin Dub) | Gore                     | 6:53 |
| 10. | Happiest Girl (The Pulsating Orbital Vocal Mix)           | Gore                     | 7:57 |
| 11. | Walking in My Shoes (Anandamidic Mix)                     | Gore                     | 6:11 |
| 12. | Personal Jesus (The Stargate Mix)                         | Gore                     | 3:58 |
| 13. | Slowblow (Darren Price Mix)                               | Gore                     | 6:26 |

| 1.  | Wrong (Trentemøller Club Remix)                 | Gore | 6:53 |
| 2.  | World in My Eyes (Dub in My Eyes)               | Gore | 6:56 |
| 3.  | Fragile Tension (Peter Bjorn + John Remix)      | Gore | 3:44 |
| 4.  | Strangelove (Tim Simenon/Mark Saunders Remix)   | Gore | 6:31 |
| 5.  | A Pain That I'm Used To (Jacques Lu Cont Remix) | Gore | 7:49 |
| 6.  | The Darkest Star (Monolake Remix)               | Gore | 5:43 |
| 7.  | I Feel You (Helmet at the Helm Mix)             | Gore | 6:39 |
| 8.  | Higher Love (Adrenaline Mix Edit)               | Gore | 4:47 |
| 9.  | Fly on the Windscreen (Death Mix)               | Gore | 5:09 |
| 10. | Barrel of a Gun (United Mix)                    | Gore | 6:35 |
| 11. | Only When I Lose Myself (Dan the Automator Mix) | Gore | 4:57 |
| 12. | Ghost (Le Weekend Remix)                        | Gore | 8:20 |

| 1.  | Personal Jesus (Alex Metric Remix Edit)                         | Gore                     | 3:27 |
| 2.  | Never Let Me Down Again (Eric Prydz Remix)                      | Gore                     | 7:00 |
| 3.  | Behind the Wheel (Vince Clarke Remix)                           | Gore                     | 6:42 |
| 4.  | Leave in Silence (Claro Intelecto 'The Last Time' Remix)        | Gore                     | 4:56 |
| 5.  | In Chains (Alan Wilder Remix)                                   | Gore                     | 7:17 |
| 6.  | When the Body Speaks (Karlsson + Winnberg Remix)                | Gore                     | 6:55 |
| 7.  | Puppets (Röyksopp Remix)                                        | Clarke                   | 4:40 |
| 8.  | Tora! Tora! Tora! (Karlsson + Winnberg (from Miike Snow) Remix) | Gore                     | 7:38 |
| 9.  | Freestate (Clark Remix)                                         | Gore                     | 4:50 |
| 10. | I Want It All (Roland M. Dill Remix)                            | Gahan, Eigner, Phillpott | 6:42 |
| 11. | A Question of Time (Joebot Presents 'Radio Face' Remix)         | Gore                     | 5:32 |
| 12. | Personal Jesus (Sie Medway-Smith Remix)                         | Gore                     | 6:24 |

| 13. | Master and Servant (RSS Remix)            | Gore | 4:47 |
| 14. | In Chains (Myer vs Wilder Deconstruction) | Gore | 6:34 |

| 13. | Sister of Night (Ida Engberg's Giving Voice to the Flame Remix) | Gore | 8:47 |
| 14. | Sweetest Perfection (Phil Kieran Vocal Mix)                     | Gore | 7:10 |

| 38. | The Sun and the Rainfall (Black Light Odyssey's Further Excerpts) | Gore | 6:24 |
| 39. | The Sinner in Me (SixToes Remix)                                  | Gore | 5:06 |

| 38. | The Sun and the Rainfall (Black Light Odyssey's Further Excerpts) | Gore | 6:24 |

## Classements
| Pays - classement (2011)                                    | Meilleure position |
| ----------------------------------------------------------- | ------------------ |
| Autriche                                                    | 11                 |
| Belgique (Région flamande) - Ultratop                       | 22                 |
| Belgique (Région wallonne et Bruxelles-Capitale) - Ultratop | 7                  |
| Croatie                                                     | 31                 |
| République tchèque - IFPI                                   | 4                  |
| Danemark - IFPI                                             | 4                  |
| Pays-Bas - MegaCharts                                       | 69                 |
| Finlande - Suomen virallinen lista                          | 44                 |
| France - SNEP                                               | 11                 |
| Allemagne - Media Control Charts                            | 3                  |
| Grèce - IFPI                                                | 34                 |
| Hongrie - Mahasz                                            | 15                 |
| Irlande - Irish Albums Chart                                | 46                 |
| Italie - FIMI                                               | 9                  |
| Mexique - 100 Mexico                                        | 33                 |
| Norvège - VG-lista                                          | 30                 |
| Pologne - ZPAV                                              | 13                 |
| Portugal - AFP                                              | 14                 |
| Russie                                                      | 13                 |
| Écosse                                                      | 30                 |
| Portugal - AFP                                              | 5                  |
| Suède - Sverigetopplistan                                   | 9                  |
| Suisse - Schweizer Hitparade                                | 6                  |
| Royaume-Uni - UK Albums Chart                               | 24                 |
| États-Unis - Billboard 200                                  | 105                |
| États-Unis - Alternative Albums                             | 24                 |
| États-Unis - Dance/Electronic Albums                        | 3                  |
| États-Unis - Rock Albums                                    | 38                 |

| Pays (2011)                                      | Position |
| ------------------------------------------------ | -------- |
| Belgique (Région wallonne et Bruxelles-Capitale) | 85       |
| Pologne                                          | 96       |